# Renato Bertelli
Renato Bertelli (Lastra a Signa, 1900 – Firenze, 1974) è stato un artista e scultore italiano.

## Biografia
Il padre Alberto, titolare di una piccola lavorazione di terrecotte artistiche, e la rilevanza nel settore della vicina Manifattura artistica di Signa, lo avvicinano a quel clima artistico che lo porterà, nel 1914, all'Accademia di belle arti di Firenze, oltre all'esempio dell'amico Mario Moschi, di quattro anni più anziano, che lo aveva preceduto. Per la scultura, si avvalse degli insegnamenti di Domenico Trentacoste e Libero Andreotti; concluse gli studi nell'anno accademico 1921-1922.
Esordì alla "1ª Mostra Firenze Primaverile" nel 1922 al Parterre di S. Gallo, con una scultura in gesso intitolata Piccola danzatrice. In questo periodo collaborò come modellatore alla manifattura ceramica diretta dallo scultore Mario Salvini, dove realizzo, tra l'altro, il ritratto in ceramica della marchesa Luisa Casati in maschera di Medusa.
L'anno successivo si sposò e, dopo una breve parentesi fiorentina, tornò ad abitare a Lastra a Signa, dove nel 1925 nacque il figlio Giorgio.
Tra il 1926 e il 1927 eseguì rilievi plastici per il rivestimento delle colonne laterali all'ingresso della Casa dei Sindacati Fascisti delle Signe a Ponte a Signa su commissione dell'architetto Adolfo Coppedè.
Nel 1928 partecipò alla XVI biennale di Venezia e alla I Mostra Regionale Arte Toscana di Firenze, dove ottenne la Medaglia d'oro. In seguito l'intero suo percorso artistico si svolse prevalentemente intorno a una produzione di scultura sacra, decorativa o di piccole figure. Nei primi anni Trenta entrò nella sfera del futurismo toscano ricoprendo nel 1933 il ruolo di "Capogruppo Signa" tra i Futuristi Indipendenti diretti da Antonio Marasco. 
Nel 1931 realizzò la Madonna del buon viaggio, brevettandone l'immagine, così come avvenne per Profilo continuo brevettato il 26 luglio 1933, sorta di anticipazione di quel "consumismo iconografico", che si affermerà pochi decenni più tardi.
Bertelli tuttavia, per il suo carattere "libero", nel dopoguerra, frequentò poco gli ambienti politici e intellettuali e si tenne lontano dal mondo della committenza.

## L'opera più famosa:Profilo Continuo

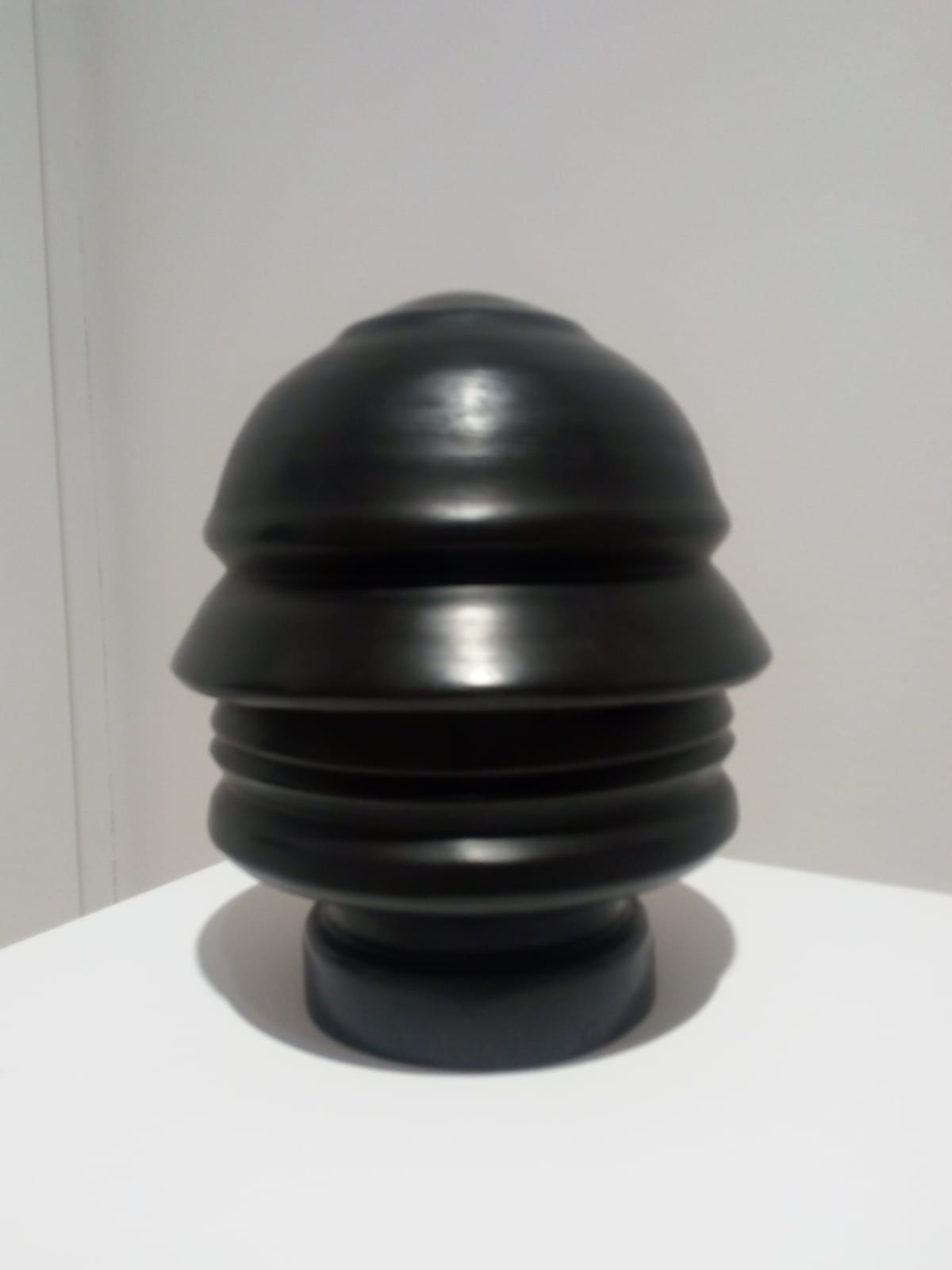
Renato Bertelli, Profilo continuo

Universalmente riconosciuta come la sua opera più famosa, nel suo decennio vitale, questa forma plastica circolare, ideata nel 1933, fondeva in un geniale effetto statico-dinamico art déco e futurismo. Incontrò un buon risultato commerciale e fu successivamente prodotta in serie in diverse versioni, in terracotta bronzata, legno e alluminio. Mussolini, con il suo gusto per l'autocommemorazione, lo approvò come ritratto ufficiale, che la diffuse in case del Fascio, uffici e abitazioni private, non solo italiane. 
Una forma nella quale il richiamo classico del Giano bifronte confluiva nei principi dinamici futuristi enunciati da Umberto Boccioni riguardo alla linea curva, elemento privilegiato in quei medesimi anni trenta dai più moderni architetti italiani. Il dinamismo plastico del Profilo del Duce visibile da ogni punto (come ha osservato Marco Moretti, critico d'arte e studioso dell'artista) rilanciava «senza retorica la metafora di un Capo vigile e insonne che tutto vede e sorveglia».
Svincolato oggi dal retaggio dell'epoca, il Profilo Continuo, considerato come testata d'angolo del secondo futurismo, è un'opera d'arte richiesta nelle più importanti mostre in ogni parte del mondo, continuando a stimolare, come già negli anni ottanta il fotografo Robert Mapplethorpe e lo scultore Tony Cragg, la creatività di numerosi artisti. Pochissimi esemplari sono giunti ai giorni nostri, tutti comunque presenti presso musei e poche raccolte personali.